# Georges Loumaye
Georges Emile Loumaye (Hoei, 1 december 1892 - 16 april 1988) was een Belgisch volksvertegenwoordiger.

## Levensloop
Loumaye promoveerde tot doctor in de rechten en vestigde zich in Hoei als advocaat en pleitbezorger.
Hij was provincieraadslid van 1936 tot 1949.
In maart 1949 volgde hij de overleden Joseph Piercot op als liberaal volksvertegenwoordiger voor het arrondissement Hoei-Borgworm en vervulde dit mandaat tot aan de verkiezingen van 4 juni 1950.